# Hermann Bautzmann
Hermann Bautzmann (né le 24 décembre 1897 à Duisbourg, mort le 9 novembre 1962) est un biologiste allemand, élève puis collaborateur de Hans Spemann qui a obtenu le Prix Nobel en 1935. 

## Biographie
Hermann Bautzmann est membre d'une famille patricienne saxonne, les Baŭtzmann (von Rabenau).
Il a été l'un des principaux membres de l'École d'embryologie de Freiburg en Allemagne et l'un des précurseurs de l'embryologie moderne. En 1949, il enseignait à l'Université de Hamburg.

## Publications
- « Experimentelle Untersuchungen zur Abgrenzung des Organisationszentrums bei Triton taeniatus », dans Wilhelm Roux' Archiv für Entwicklungsmechanik der Organismen, n° 108, 1926, p. 283-321.
- En collaboration avec J. Holfreter J., H. Spemann H. et O. Mangold, « Versuche zur Analyse der Induktionsmittel in der Embryonalentwiclung », dans Naturwissenschaften, n° 20, 1932, p. 971-974.
- Natur und Entfaltung organischer Gestalten von Pflanze, Tier und Mensch, Hamburg, Claasen & Goverts, 1948.